# 4motion
4motion – nazwa handlowa napędu na cztery koła stosowanego w koncernie Volkswagen AG. Używana po 1999 roku, w związku z czym nie określa się nią zwykłego sprzęgła wiskotycznego, a jedynie systemy oparte na rozwiązaniu Haldex (tylny napęd dołączany; w samochodach z silnikiem ułożonym poprzecznie) i Torsen (tylny napęd stały; silnik położony wzdłużnie).